# Droga wojewódzka 610
Die Droga wojewódzka 610 (DW 610) ist eine polnische Woiwodschaftsstraße, die inmitten der Woiwodschaft Ermland-Masuren verläuft. Sie durchzieht auf einer Länge von 19 Kilometern die Kreisgebiete Mrągowo (Sensburg) und Pisz (Johannisburg) und verbindet die Gmina Piecki (Peitschendorf) mit der Stadt Ruciane-Nida (Rudczanny/Niedersee-Nieden). Außerdem stellt sie eine Verbindung zwischen den Landesstraßen 58 und 59 sowie der Woiwodschaftsstraße 609 her.

## Straßenverlauf der DW 610
Woiwodschaft Ermland-Masuren:
Powiat Mrągowski (Kreis Sensburg):
- Piecki (Peitschendorf) (→DK 59: Giżycko–Ryn–Mrągowo ↔ Rozogi)
- Dobry Lasek (Guttenwalde)
- Kosowiec (Kollogienen/Modersohn)

Powiat Piski (Kreis Johannisburg):
- Gałkowo (Galkowen/Nickelshorst)
- Ukta (Alt Ukta) (→DW 609: Ukta–Nowa Ukta–Bobrówko–Mikołajki)
- Ładne Pole (Schönfeld)
- Śwignajno Wielkie (Groß Schwignainen)
- Kokoszka (Kokoska/Kienhausen)
- Ruciane-Nida (Rudczanny/Niedersee-Nieden) (→DK 58: Olsztynek–Szczytno ↔ Pisz–Biała Piska–Szczuczyn)